# Guxåstjärnen
Guxåstjärnen är en sjö i Sollefteå kommun i Ångermanland och ingår i Ångermanälvens huvudavrinningsområde. Sjön har en area på 0,0564 kvadratkilometer och ligger 226,2 meter över havet.

## Delavrinningsområde
Guxåstjärnen ingår i det delavrinningsområde (700534-155269) som SMHI kallar för Mynnar i Ledingsån. Medelhöjden är 227 meter över havet och ytan är 18,25 kvadratkilometer. Räknas de 16 avrinningsområdena uppströms in blir den ackumulerade arean 199,42 kvadratkilometer. Finnån som avvattnar avrinningsområdet har biflödesordning 4, vilket innebär att vattnet flödar genom totalt 4 vattendrag innan det når havet efter 72 kilometer. Avrinningsområdet består mestadels av skog (81 procent). Avrinningsområdet har 0,22 kvadratkilometer vattenytor vilket ger det en sjöprocent på 1,2 procent.